# Tutilo
Svatý Tutilo (Tuotilo, Tutilo von Gallen, Tutilo of Gall, Tutilo of Saint Gall; asi 850 – asi 912) byl středověký mnich, hudební skladatel a jeden z prvních klášterních knihařů v knihařské dílně v klášteře St. Gallen ve Švýcarsku. Stal se světcem, jeho svátek se slaví 27. dubna.

## Život
Narodil se v Irsku a byl školen v opatství St. Gallen, zůstal zde a stal se mnichem. Byl přítelem Notkera ze St. Gallenu, se kterým studoval v Moengalu. Okolo roku 900 navštívil St. Albans, sesterské benediktinské opatství. Přenesl odtud dvě slonovinové destičky do svého domovského kláštera a vyřezal je pro Evangelium Longum. Tuotilo by mohl být, v pozdější době, nazván renesančním mužem: byl řečníkem, básníkem, skladatelem hymnů, architektem, malířem, sochařem, kovotepcem a řemeslníkem.

## Tutilovy malby
Malby sv. Tutila lze najít v Konstanz, Metz, Saint-Gall a Mainz.